# Čemeřice černá
Čemeřice černá (Helleborus niger) je jedovatá rostlina z čeledi pryskyřníkovitých (Ranunculaceae).

## Popis
Jedná se asi 15–30 cm vysokou vytrvalou bylinu se silným podzemním oddenkem, který je černé barvy, odtud název. Přízemní listy jsou dlouze řapíkaté, jsou přezimující a kožovité. Čepel je dlanitě členěná, znoženě sečná, úkrojky jsou obkopinaté, členěné, na okraji jen v horní části oddáleně zubaté. Lodyžní listy jsou celistvé. Květy jsou velké, rostliny kvetou brzy na jaře, v únoru až v dubnu, někdy i v lednu, podle toho, kdy sleze sníh. Kališních lístků je 5, jsou pataloidní, tedy napodobují korunu a jsou někdy interpretovány jako okvětí. Jsou velmi nápadné, bílé, na bázi nažloutlé, vně často narůžovělé. Korunní lístky jsou přeměněny na nektária, která jsou trubkovitá a dvoupyská. Tyčinek je mnoho. Plodem je měchýřek, měchýřky jsou asi 3–4,2 cm dlouhé a jsou uspořádány do souplodí. Počet chromozómů je 2n=32.

## Rozšíření
Přirozený areál čemeřice černé se nachází na jihu střední Evropy až v jižní Evropě, je udávána z Rakouska, Německa, Švýcarska, Itálie a býv. Jugoslávie, převážně v Alpách, Apeninách. a Karpatech. V České republice je jen pěstovaná a tu a tam zplaňující, jako původní jí nejblíže můžeme vidět v severních vápencových Alpách. Běžně se pěstuje v zahrádkách jako okrasná jarní bylina.

## Účinné látky a působení
Čemeřice černá je prudce jedovatá, stejně jako řada dalších druhů tohoto rodu. Kořen obsahuje hlavně srdeční glykosidy a steroidní saponiny (helleborin, dráždící sliznice), nadzemní část pak protoanemonin a ranunkulin. Jako droga se v minulosti používal oddenek. Účinkoval především na srdce zesílením srdečního stahu a prodloužením diastolické pauzy. Účinek byl nespolehlivý, takže se droga používala spíše u zvířat (proto bývala pěstována). Jako veterinární diuretikum se její použití udrželo. Hippokratés v 5. stol. př. n. l. hojně předepisoval čemeřici jako purgativum. Čerstvý oddenek působí na pokožce zčervenání a puchýře.
Je zajímavé, že ve středověku sloužila čemeřice k ochraně příbytků a dobytka před čarodějnicemi, zároveň však měla své místo i v černé magii.

## Včelařství
Přestože má čemeřice výrazná nektaria, nepatří mezi významné nektarodárné rostliny a je rostlinou spíše pylodárnou. Rousky pylu čemeřice jsou žlutavé.

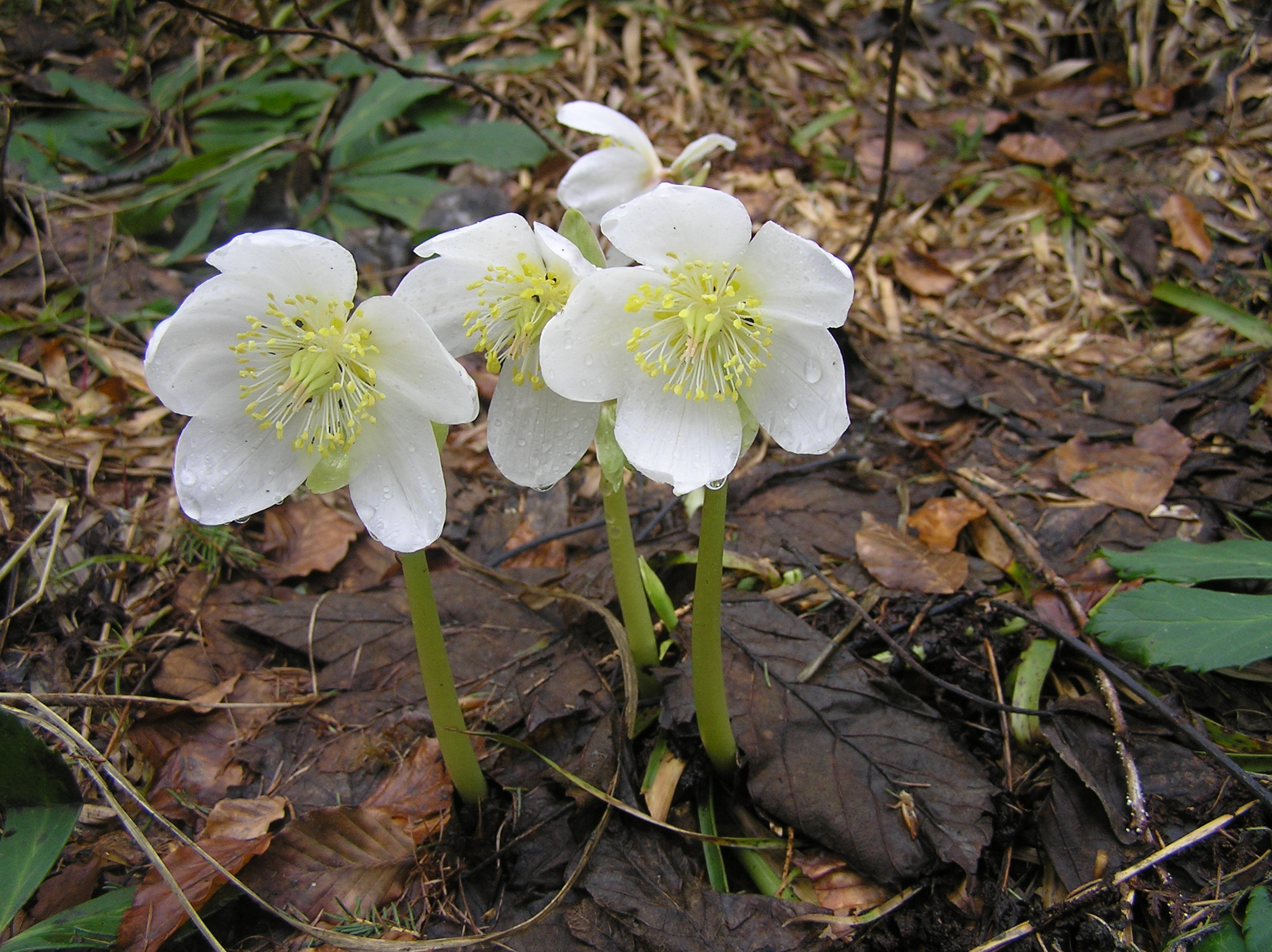
Habitus
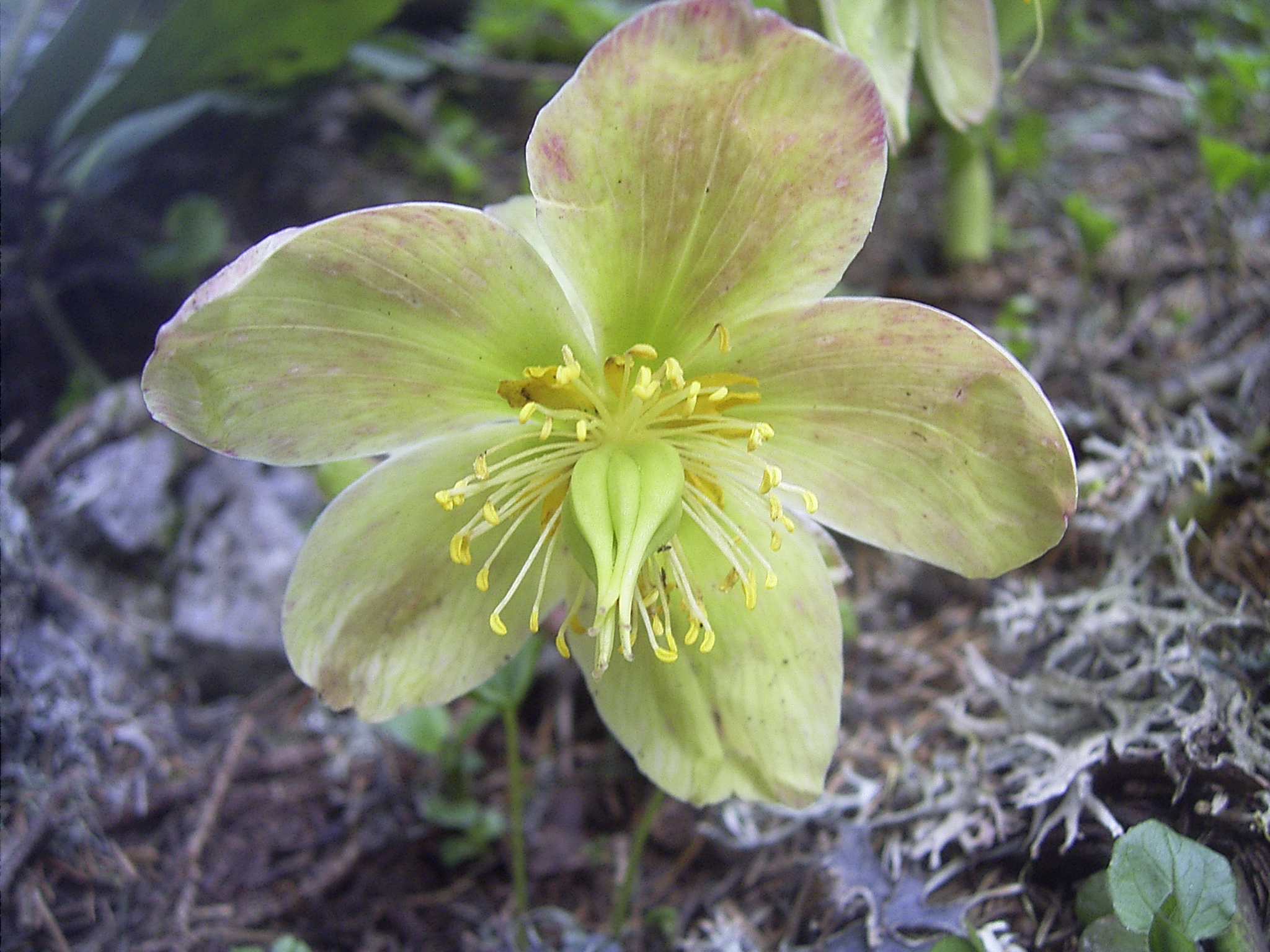
Detail květu
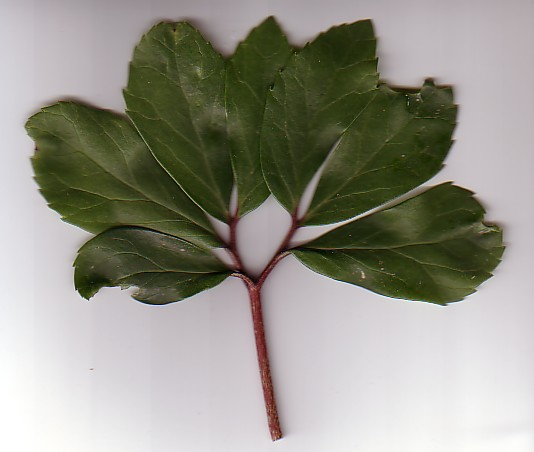
Detail listu